# Lasaulec
Team Lasaulec is een Nederlandse marathonschaatsploeg en stond onder leiding van wijlen Ynco de Vries. Het team werd gesponsord door de technische groothandel Lasaulec in materialen, onderdelen en gereedschappen voor de industrie. Het team komt voort uit Uwgereedschap.nl.
Op 9 februari 2016 liet de ploeg weten te zullen gaan uitbreiden naar drie ploegen door onder meer de overname van CRV-Interfarms. De mannenploeg zal bestaan uit Sjoerd den Hertog uit Groningen, Jordi Harink uit Rouveen, Robin Snoek uit Abcoude, Jan Korenberg uit Kamperveen en Pim Cazemier.
In de seizoenen 2018-2019  bestond het team uit louter damesschaatssters. In 2020 is de sponsoring gestopt.

## Seizoen 2017-2018
De volgende schaatssters maken deel uit van dit team:
- Roza Blokker
- Francesca Lollobrigida[2]
- Floortje Mackaij
- Marleen Molenaar
- Corine Stikwerda
- Ria Westenbroek